# El médico de su honra
El médico de su honra és una obra dramàtica de l'escriptor Calderón de la Barca, escrita cap a 1637. per tant enquadrada en la literatura barroca. És una de les obres que tracten el tema de l'honor, recurrent en les seves peces (i en les obres d'altres escriptors de l'època) i el de la gelosia, present també en altres obres d'aquest escriptor.
Calderón va tractar aquests temes en obres de diferent caràcter: El médico de su honra és un drama, o pot fins i tot ser considerat com una tragèdia.

El seu conflicte principal és el d'un marit gelós -don Gutierre- que es converteix en un home obsessionat amb la deshonra que pot portar-li el festeig d'un príncep reial a la seva esposa (l' infant don Enrique, germà del rei don Pedro I de Castella).

## Argument
L'obra comença quan el príncep don Enrique, amb el seu germà el rei don Pedro i altres nobles, anant a cavall de camí a Sevilla, cau del cavall i perd el coneixement. El rei segueix camí cap a Sevilla amb pressa, i els acompanyants de l'infant l'introdueixen en una casa de camp.
L'esposa de l'amo, donya Mencía, que acudeix primer, reconeix al ferit i queda alarmada i consternada. A través de diverses escenes entre don Enrique i donya Mencía, i les confidències d'aquests als seus servidors, s'aclareix que don Enrique, enamorat des de temps enrere de donya Mencía, la festejava sense èxit, perquè com expressa donya Mencía,
| « | "perquè sóc per dama més, el que per esposa menys" | » |

És a dir, que no tenia llinatge per ser la seva esposa, i no estava disposada a ser la seva amant.
Don Enrique s'assabenta en aquest moment, amb gran angoixa, que donya Mencía s'ha casat, i es mostra ofès però no desisteix de la seva obstinació de conquistar-la. Apareix l'amo de la casa, don Gutierre, i els altres dissimulen el que passa. Don Enrique segueix el seu camí a Sevilla i l'amo de la casa l'acompanya.
En aquestes primeres escenes ja queden mostrats els personatges i el conflicte principal: el rei don Pedro apareix fred i rígid, sense mostrar gran afecte pel seu germà. Al llarg de l'obra apareix com un rei a qui tothom tem, i que, fins i tot intentant ser just i bon governant, fracassa en les seves intencions. Don Enrique és l'enamorat obstinat en la conquesta de Mencía, sense atendre raons. Donya Mencía, temorosa del seu marit i de la seva gelosia, no li confia el que passa. Dom Gutierre està pendent sobretot d'aparèixer com a vassall fidel i cavaller pundonorós. Tots dos esposos fan grans protestes d'amor conjugal, però en realitat es tracta de sentiments més aviat formals. Mencía li parla al seu marit d'una tal Leonor de la que sospita que el seu marit continua volent; la seva principal preocupació és la reputació, l'honor i el deure, tant de soltera, quan va rebutjar ser amant de l'infant, com de casada, però en un soliloqui mostra que va estimar don Enrique i que va ser i és l'honor el que l'obliga al silenci i al rebuig, abans i ara.
En les següents escenes, a la ciutat, Leonor acudeix a demanar justícia al rei don Pedro contra don Gutierre. Així es dona conèixer que aquest va donar a Leonor promesa de matrimoni, i després la va trencar i la va abandonar. Leonor li raona al rei que, com Gutierre va entrar públicament a la seva casa, ara el seu honor està compromès. Com que ell s'ha casat amb una altra, no pot rescabalar-li amb el matrimoni, de manera que ella demana al rei que obligui a Gutierre a dotar-la perquè pugui entrar en un convent, perquè és pobre. El rei apareix aquí com a justicier i generós amb els soldats i els que li demanen justícia o mercès, però també dur i de poques paraules.
Apareix Gutierre i el rei li demana explicacions. Gutierre confessa que va deixar Leonor perquè va saber que un home va entrar a la seva casa, i sense saber més de l'assumpte, va trencar el compromís. Gutierre es mostra extremadament gelós i desconfiat. A continuació don Arias, amic i confident de l'infant, declara que va ser ell, però perquè cortejava a una altra dama que vivia en la mateixa casa. Don Gutierre i don Arias s'enreden sense més en un duel, i el rei, enutjat, mana empresonar-los a tots dos. Leonor, desesperada, maleeix solemnement don Gutierre, desitjant-li que el seu honor es vegi tan perdut com el d'ella.
En l'Acte II, don Enrique, aprofitant que Gutierre està empresonat, aconsegueix entrar a la casa i abordar tot sol a Mencía. Aquesta es mostra recelosa i li demana que marxi, i llavors senten a don Gutierre que arriba, perquè l'alcaide l'ha deixat sortir sota promesa de tornar en unes hores. Aterrida d'explicar-li la veritat, Mencía amaga don Enrique i se les enginya per a treure’l de la casa, fingint que hi ha un lladre amagat a la seva habitació i armant-ne rebombori. Però no tot surt bé, perquè Gutierre troba una daga del desconegut, i entra en sospites. L'endemà, ja lliure, dedueix qui és el seu amo, i es debat entre la gelosia i la prudència. En un llarg soliloqui, decideix esbrinar si donya Mencía li és infidel. Aquí declara obertament el que pensa: l'honor sempre està en perill, perquè depèn de les dones, de qui no es pot fiar. El "metge de la seva honra", com es declara a si mateix, es recepta:
| « | primerament la dieta del silenci, que és guardar la boca, tenir paciència. Després diu que apliqueu a la vostra dona fineses, (...) perquè el mal amb l'enlairament no creixi (Acte II, versos 1674 - 1684) | » |

Al final, insinua que la ciència del "metge de la seva honra" trobarà un remei més dràstic, si es confirma la seva gelosia.
Finalment, després d'una sèrie de malentesos, en part causats perquè l'infant don Enrique ha de sortir de Sevilla fugint per haver disgustat al rei, que creu que el seu germà l'intentava matar amb la malfadada daga, don Gutierre es convenç que el seu honor està en perill, a pesar que en realitat no té proves. Dissimula amb la seva esposa, que està plena de por i de mals presagis, i tem que el seu marit la mati.
El desenllaç es produeix en a l'Acte III. Do Gutierre és incapaç de confiar en la seva esposa, però no pot o no s'atreveix ni a prendre venjança de l'infant Don Enrique, ni a impedir a aquest la seva conducta o demanar-li comptes d'ella.
D'altra banda, sent el primer per a ell mantenir la seva reputació pública a resguard de qualsevol publicitat o rumor, perquè la sospita o el rumor ja és una taca d'honor, no pot demanar justícia al rei públicament, ni vol donar-se per assabentat del festeig del príncep.
Així doncs, la solució que troba és matar a la seva esposa fent passar l'assassinat per obra d'assaltants desconeguts, perquè ni tan sols se sospiti la causa. Aquesta solució és la "medicina" al fet que al·ludeix el títol de l'obra i els versos finals en una escena amb el rei:
| « | que l'honor amb sang, senyor, es renta (...) Mira que metge he estat de la meva honra. No està oblidada la ciència. (Acte III, Versos 2938 a 2948) | » |

La posició del justicier rei és ambigua. Accepta l'assassinat sense fer justícia, fins i tot coneixent la innocència de donya Mencía, com mal menor i en certa manera justificat, i li dona a l'assassí la mà de Leonor, ja que ara és vidu. Durant tota l'obra, es manifesta el seu fracàs a manejar els malentesos i jutjar les situacions amb prudència, arribant també tard per a impedir el crim. Es presenta com un rei dur, però en definitiva sense criteri ferm.
Leonor, que mostra durant tota l'obra un gran odi per do Gutierre, no obstant això havia rebutjat casar-se amb don Arias com a remei a la seva situació, i defensat a Gutierre com un cavaller que mira pel seu honor sobretot, i al qual ni tan sols un infant de Castella aconseguirà deshonrar. Aquesta ambivalència es resol en l'última escena, quan accepta la mà ensangonada de Gutierre, fins i tot manifestant expressament saber que potser ella corri la mateixa sort que la primera esposa.

## Personatges
- Don Gutierre, cavaller principal de Sevilla, i protagonista de l'obra. És un dels personatges més controvertits de Calderón. Obsessionat amb l'honor, gelós fins a l'extrem, apareix com un personatge fred i finalment despietat, lliurat a la idea de l'honor com a reputació pública més que com a virtut interior.
- El Rei don Pedro. És el rei Pere I de Castella, anomenat en la història El Cruel o El Justicier, que va acabar els seus dies assassinat a les mans del seu germanastre Enrique.
- L'infant don Enrique, germà del rei. Enamorat de donya Mencía, apareix com una persona impulsiva i egoista, imbuït del poder de la seva posició i del seu dret a tenir a la dona que vulgui, sense parar esment en la moral, l'honor o les dificultats que el seu comportament produeix a la seva estimada. El personatge històric va ser després rei amb el nom d'Enric II Trastamara (1369).
- Don Arias, cavaller amic i confident de don Enrique, apareix com el contrapunt —assenyat, just i cavallerós de debò— de don Gutierre i de don Enrique. Està enamorat de donya Leonor.
- Don Diego, un altre cavaller del seguici de don Enrique.
- Coquín, lacai de don Gutierre, a mig fer bufó i missatger. Posa el contrapunt còmic de l'obra, però és també el que, des de la seva posició subordinada i sense poder, té el punt de vista moral més pla, natural i sa.
- Donya Mencía de Acuña, dama principal de Sevilla, cortejada per don Enrique, casada contra la seva voluntat pel seu pare amb don Gutierre. Decidida a guardar sobretot l'honor i la castedat, la seva innocència no li serveix per a salvar-se: joguina de les passions d'uns altres i de les normes socials, no té el valor o la prudència d'aconseguir que brilli la seva innocència. Volent ser virtuosa sobretot, apareix com a passiva i a la mercè de la destinació.
- Donya Leonor, bella dama de Sevilla, però sense fortuna i sense família. Abandonada per don Gutierre per sospites, és tota foc i activitat: reclama al rei, maleeix i protesta. En el fons continua estimant don Gutierre, com es revela al final, per sobre de consideracions morals i del propi perill. Accepta de bon grat la ideologìa social de l'honor, però la maneja i comprèn amb menys passivitat i més èxit que la protagonista, sent menys escrupolosa en la seva conducta personal.
- Jacinta, una esclava ferrada (lligada amb cadenes). És la figura clàssica de la criada corrompible pel seductor de la seva senyora, en aquest cas perquè és esclava i don Enrique li promet la llibertat.
- Inés, criada.
- Teodora, criada.
- Ludovico, sangrador. Utilitzat per don Gutierre en la seva criminal trama.
- Un vell, que demana ajuda al rei en una part de l'obra
- Tres soldats.